# وزارت دفاع اسرائیل

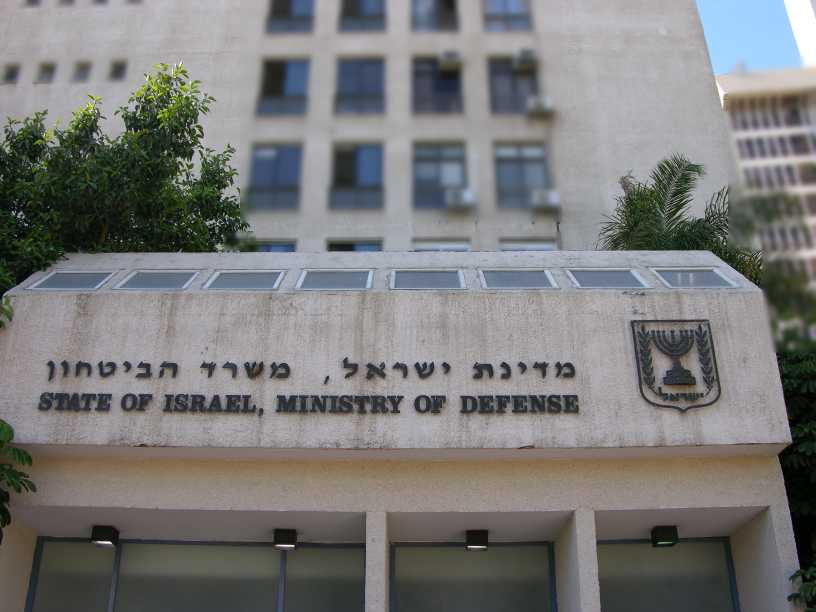
ساختمان وزارت دفاع اسرائیل در تل‌آویو

وزارت دفاع اسرائیل (به عبری: משרד הביטחון של ישראל) یکی از وزارت‌خانه‌های کلیدی و مسئول سیاست‌گذاری دفاعی و حفاظت از اراضی اسرائیل و نظارت بر نیروهای دفاعی اسرائیل است.
وزارت دفاع اسرائیل وظیفه دارد تا با پشتیبانی سیاسی، حقوقی، اقتصادی و ترابری، وظایف نیروهای دفاعی اسرائیل را سهولت بخشد تا تزاحال صرفاً به حفاظت و امنیت از کیان کشور اسرائیل مشغول باشد.
براساس قوانین موجود، وزارت دفاع اسرائیل مسئول حفاظت از شهرک‌های یهودی‌نشین در کرانه باختری رود اردن است.

## وزیر دفاع
وزیر دفاع، در مقام ارشدترین مقام دفاعی کشور توسط نخست‌وزیر اسرائیل انتخاب می‌شود. وزیر دفاع اسرائیل هم‌چنین با نظر نخست‌وزیر، فرمانده ستاد کل فرماندهی و عملیات نیروهای دفاعی اسرائیل را که بالاترین مرجع نظامی ارتش اسرائیل است را انتخاب می‌کند.
یوآف گالانت از ۲۰۲۲ تا ۵ نوامبر ۲۰۲۴ عهده دار وزارت دفاع بود تا اینکه توسط بنیامین نتانیاهو برکنار شد.
اکنون یسرائیل کاتس، وزیر دفاع است.

## نشریه رسمی
بمخنه نام نشریه رسمی وزارت دفاع اسرائیل است.